# Centertown (Misuri)
Centertown es un pueblo ubicado en el condado de Cole en el estado estadounidense de Misuri. En el Censo de 2010 tenía una población de 278 habitantes y una densidad poblacional de 113,22 personas por km².

## Geografía
Centertown se encuentra ubicado en las coordenadas 38°37′5″N 92°24′32″O / 38.61806, -92.40889. Según la Oficina del Censo de los Estados Unidos, Centertown tiene una superficie total de 2.46 km², de la cual 2.46 km² corresponden a tierra firme y (0%) 0 km² es agua.

## Demografía
Según el censo de 2010, había 278 personas residiendo en Centertown. La densidad de población era de 113,22 hab./km². De los 278 habitantes, Centertown estaba compuesto por el 97.12% blancos, el 0.72% eran afroamericanos, el 0% eran amerindios, el 0.36% eran asiáticos, el 0% eran isleños del Pacífico, el 0.36% eran de otras razas y el 1.44% pertenecían a dos o más razas. Del total de la población el 0.72% eran hispanos o latinos de cualquier raza.